# المجمع العلمي اللغوي اليمني
المجمع العلمي اللغوي اليمني هو مجمع علمي أنشئ في 25 مايو 2013.

## هيئة رئاسة المجمع العلمي اللغوي اليمني
تتكون هيئة رئاسة المجمع العلمي اللغوي اليمني من: 
1. أ.د. عبد العزيز المقالح رئيساً للمجمع.
2. د. عبد الله حسين البار نائباً لرئيس المجمع.
3. د. يوسف محمد عبد الله نائباً لرئيس المجمع.
4. د. عزيز ثابت سعيد نائباً لرئيس المجمع.
5. م. محمود إبراهيم الصغيري أميناً عاماً.
6. محمد عبد السلام منصور أميناً عاماً مساعداً.